# Nižněburejská vodní elektrárna
Nižněburejská vodní elektrárna (rusky Нижнебурейская ГЭС) je vodní dílo na řece Bureja v povodí řeky Amur v Rusku. Je regulační elektrárnou Burejské vodní elektrárny jako součást Burejské kaskády vodních elektráren o celkovém výkonu 2 330 MW. Je první významnou vodní elektrárnou v Rusku, jejíž stavba od počátku projektu spadá do postsovětského období.

## Hydrologické podmínky

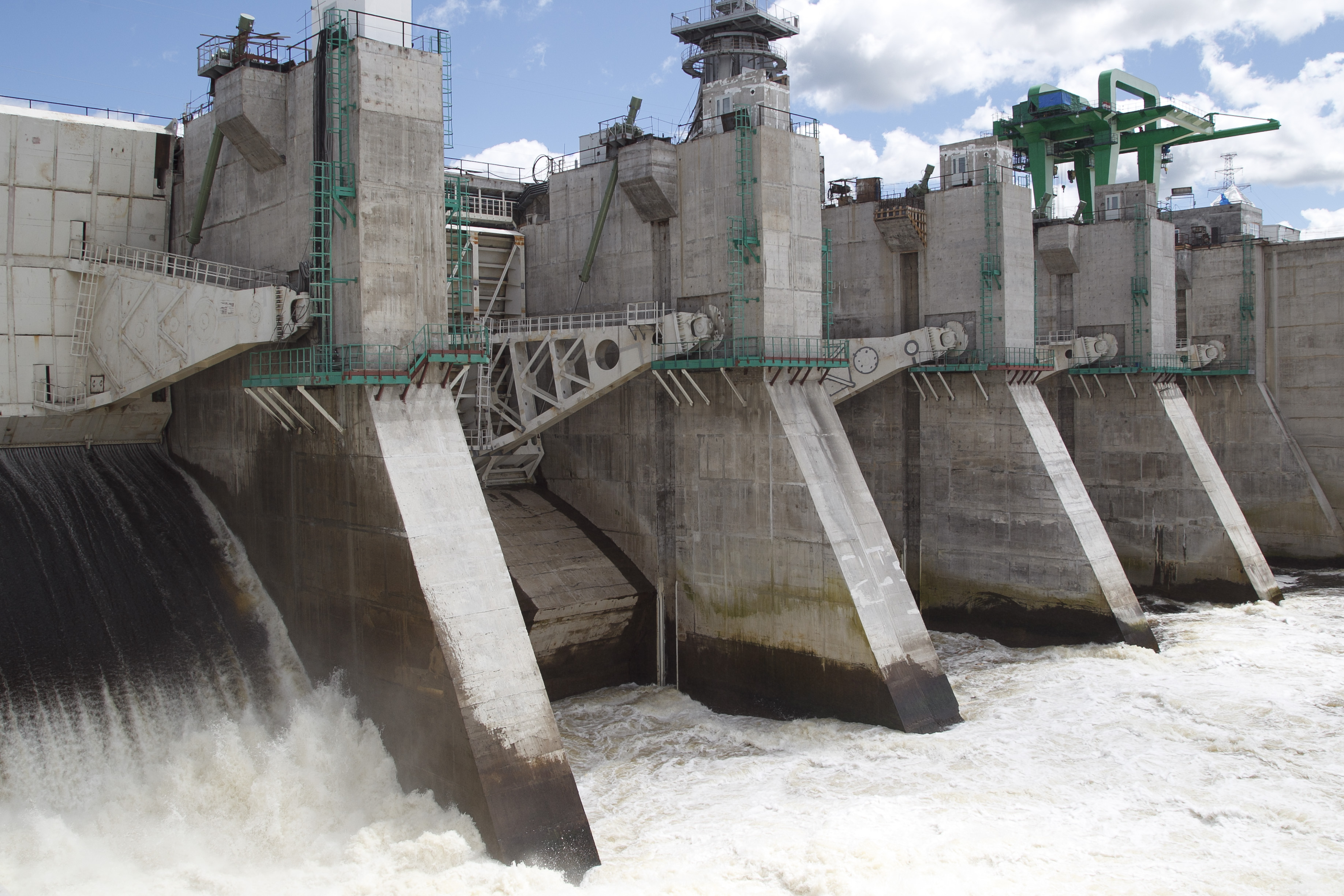
Přeliv propusti číslo 1 v létě 2017

Povodí řeky Bureja se nachází v oblasti s nízkými teplotami a nízkou sněhovou pokrývkou v zimě a vysokými srážkovými úhrny v letním období. V místě vodoteče sídla Kamenka, která se nachází pod hrází Burejské elektrárny byl za období 1936 až 1985 zjištěn průměrný celoroční průtok 890 m3/s, s minimem 10,7 m3 / s v březnu a maximem 2 187 m3/s v srpnu. Průtok o letních povodních přesahuje hodnotu 18 000 m3/s. Akumulační schopností Burejské přehradní nádrže historický průměr upravuje do podoby rozmezí od 600 do 1200 m3/s s povodňovými kulminacemi kolem hodnoty 6 000 m3/s. Akumulační schopnost Nižněburejské přehradní nádrže je při úzkém reliéfu údolí zanedbatelná a této situaci byly v projektu přizpůsobeny hltnosti turbín a přelivová propustnost.  Roční výroby jednotlivých elektráren jsou v podobném poměru, jako poměr jejich pracovního spádu.  

## Popis
Hráz o celkové délce 729,5 m je složena ze zemní sypané hráze o délce 400 m a výšce 41,5 m, přelivové hráze o délce 123 m a tělesa elektrárny o délce 96,5 m. Tělo elektrárny je součástí přehrazujícího systému.
Přelivová část sestává z pěti segmentů o šířce 20 m. Celková propustnost vodního díla je 13 500 m3/s, z toho celková hltnost elektrárny je 1 380 m3/s.
Ve strojovně elektrárny pracují na spádu 26 m čtyři Kaplanovy turbíny o hltnosti 345 m3/s a výkonu 80 MW. Celkový instalovaný výkon je tak 320 MW.
Energie je rozváděna třemi trasami pod napětím 220 kV. Celková roční výroba se předpokládá přes 1,6 miliardy kWh s garantovaným zimním minimem výkonu 147 MW.

## Historie výstavby
První výzkumy energetického využití řeky Bureja začaly v roce 1932 a závěry těchto výzkumů byly potvrzeny v roce 1954. Od roku 1969 se v projektu počítá s energetickým stupněm na spádu 100 m, jehož konečnou podobou je Burejská vodní elektrárna o výkonu 2 010 MW s příslušným regulačním stupněm u města Novoburejskij. Stavba prioritní elektrárny se po rozpadu Sovětského svazu ocitla ve finanční tísni, vedoucí nakonec k celkově čtyřleté stávce a odlivu odborných sil. Po zajištění financování z federálních zdrojů Ministerstva železnic byla Burejská vodní elektrárna uvedena do provozu. Stavba jejího regulačního stupně podle upraveného projektu z roku 2010 již probíhala bez problémů a rychle.
První kubík betonu do základů tělesa elektrárny byl položen již v roce 2010. V roce 2013 byly zahájeny práce na betonové hrázi. Instalace prvních agregátů byla započata v roce 2015. Řeka byla přehrazena 19. dubna 2016. Dříve nemyslitelný termín pro přehrazení řeky v době jarních záplav již odpovídá schopnostem těžké techniky na začátku 21. století. V březnu 2017 začalo plnění nádrže a v dubnu zkoušky prvních agregátů.
7. září 2019 byla elektrárna uvedena do provozu.